# Clotilde de Borgonya
Clotilde (en llatí Crotechildis) (Lió, Regne franc, 474-Tours, 3 de juny de 545) fou una princesa borgonyona, reina consort dels francs. És venerada com a santa, i la seva festa se celebra el 3 de juny.

## Biografia

### Origen familiar i joventut
Clotilde era la filla del rei burgundi Khilperic II, fill del rei Gondioc i germà de Gundebald, Godegisil i Gundemar I. El nom de la mare de Clotilde no és conegut. La seva data de naixement és aproximada, malgrat les aparences.
La infantesa i la joventut de Clotilde es desenvoluparen a la cort burgúndia sota els regnats de Gondioc, mort els anys 470, i després de Khilperic I, mort cap a 480, i finalment sota el regnat conjunt dels quatre fills de Gondioc. Dos d'aquests, Gundemar i Khilperic II, pare de Clotilde, desapareixen durant els anys 480, deixant el lloc a Gundebald i a Godegisil com a únics reis dels burgundis en els anys 490. Aquesta desaparició de dos dels germans és objecte d'un cert nombre d'interrogants.

### La mort del pare de Clotilde
| « | Gondioc havia estat rei dels burgundis... Havia tingut quatre fills: Gundebald, Godegisel, Khilperic i Gundemar. Gundebald va degollar Khilpéric, el seu germà, i va ofegar la dona d'aquest lligant-li una pedra al coll. Va condemnar a l'exili les seves dues filles; la gran, que va prendre els hàbits, es deia Croma, la més jove es deia Clotilde. Ara bé, com Clodoveu enviava sovint ambaixades a Borgonya, la jove Clotilde fou vista pels seus ambaixadors. Com l'havien trobat elegant i sensata i havien sabut que era de família reial, ho van anunciar al rei Clodoveu. Sense trigar, aquest va enviar a Gundebald una ambaixada per demanar-ne la mà. Aquest últim no va gosar oposar un rebuig a la petició i la va remetre als ambaixadors, i aquests van portar la noia, presentant-la al més aviat possible al rei. Quan la va haver vist, el rei va ser omplert d'una gran alegria i es van unir en matrimoni, quan ja tenia d'una concubina un fill anomenat Teodoric. | » |
| — Gregori de Tours, Historia Francorum, Livre II, paragraphe XXVIII, traduction Robert Latouche, Les classiques de l'histoire de France au Moyen Âge, volume 27, p. 116-117, a La Bourgogne au Moyen Âge, Académie de Dijon, Centre régional de recherche et de documentation pédagogique, Dijon, 1972. | |   |

El relat (molt curt) de la massacre fou reprès llavors pel Líber Historiae Francorum, crònica del segle viii, que n'augmenta l'abast tràgic en introduir dos fills de Khilperic, decapitats per l'oncle regicidi.
Segons la llegenda, tenint Clodoveu I notícia de la bellesa de Clotilde, que es trobava, en aquell temps, en la cort del seu germà Gundebald, hi envià el seu amic Aurelià, disfressat de captaire, perquè la visités secretament i li fes a mans un anell demanant-li el seu consentiment per a un futur matrimoni. Un cop obtingut aquest, Aurelià proposà les noces a Gundeblad i la princesa fou enviada a França a unir-se amb el seu promès.
Fos quina fos la realitat de l'episodi, Clotilde va rebre a la cort de Gundebald una educació no sols polida sinó cristiana, sens dubte transmesa per la reina cristiana Caretena, que se suposa esposa de Gundebald.
Aviat, Clotilde adquirí un gran ascendent sobre l'ànim de Clodoveu, i l'induí a abraçar la fe catòlica que ella ja professava; els seus esforços foren per molt de temps infructuosos i la mort d'Ingomir, el seu primogènit, accentuà la repugnància del rei a abraçar el catolicisme. Malgrat això i per la insistència de Clotilde, Clodoveu autoritzà el bateig del segon fill, Clodomir, amb el qual restava preparat el terreny per a la futura conversió dels francs, i Clotilde complia la que ella creia la seva missió. Poc de temps després (496), el seu espòs rebia el baptisme de mans del bisbe Remigi de Reims.
Clodoveu i Clotilde residiren principalment a Clichy, Épineuil, Chelles, Rueil o Bonneuil. Després de la victòria de Vouillé sobre els visigots el 507, el rei va fer de París la seva capital.
Poca cosa més se sap de Clotilde. Es pot suposar que influí en la moderació que mostrà Clodoveu quan intervingué en les lluites entre els reis de Borgonya, com també en l'aliança que pactà més tard amb Gundebald. A pesar d'això i de la seva influència, després de la mort de Clodoveu, en la fi de les lluites fratricides entre Clodomir i Segimon de Borgonya, la llegenda es rabejà amb Clotilde, pintant-la com una dona venjativa i sanguinària. La història i els fets proven el contrari, ja que fou la mitjancera que aconseguí eliminar les rivalitats entre els seus fills Khildebert I i Clotari I, que amenaçaven d'iniciar una cruenta guerra civil al regne dels francs.

### La viudetat a Tours
A la mort de Clodoveu, Clotilde es va retirar a Saint-Martin de Tours, però va seguir de manera versemblant influenciant els seus tres fills: Clodomir, Khildebert I i Clotari I.
Dona política, els va induir a una expedició contra el Regne de Burgúndia dels fills de Gundebald, de manera versemblant per venjar els seus pares assassinats (segons Gregori de Tours). A causa d'aquesta guerra, el seu fill Clodomir va morir a la Batalla de Vézeronce.
Va intentar protegir els tres fills de Clodomir, però no va poder salvar més que Clodoald, el futur sant Clodoald, mentre que els dos altres eren massacrats pels seus oncles.
Per socórrer la seva filla enviada a Hispània des de 511 (i igualment dita Clotilde), va empènyer Khildebert a atacar el marit d'aquesta, el rei visigot Amalaric, que la maltractava. A Tours, va imposar bisbes burgundis refugiats al seu entorn.

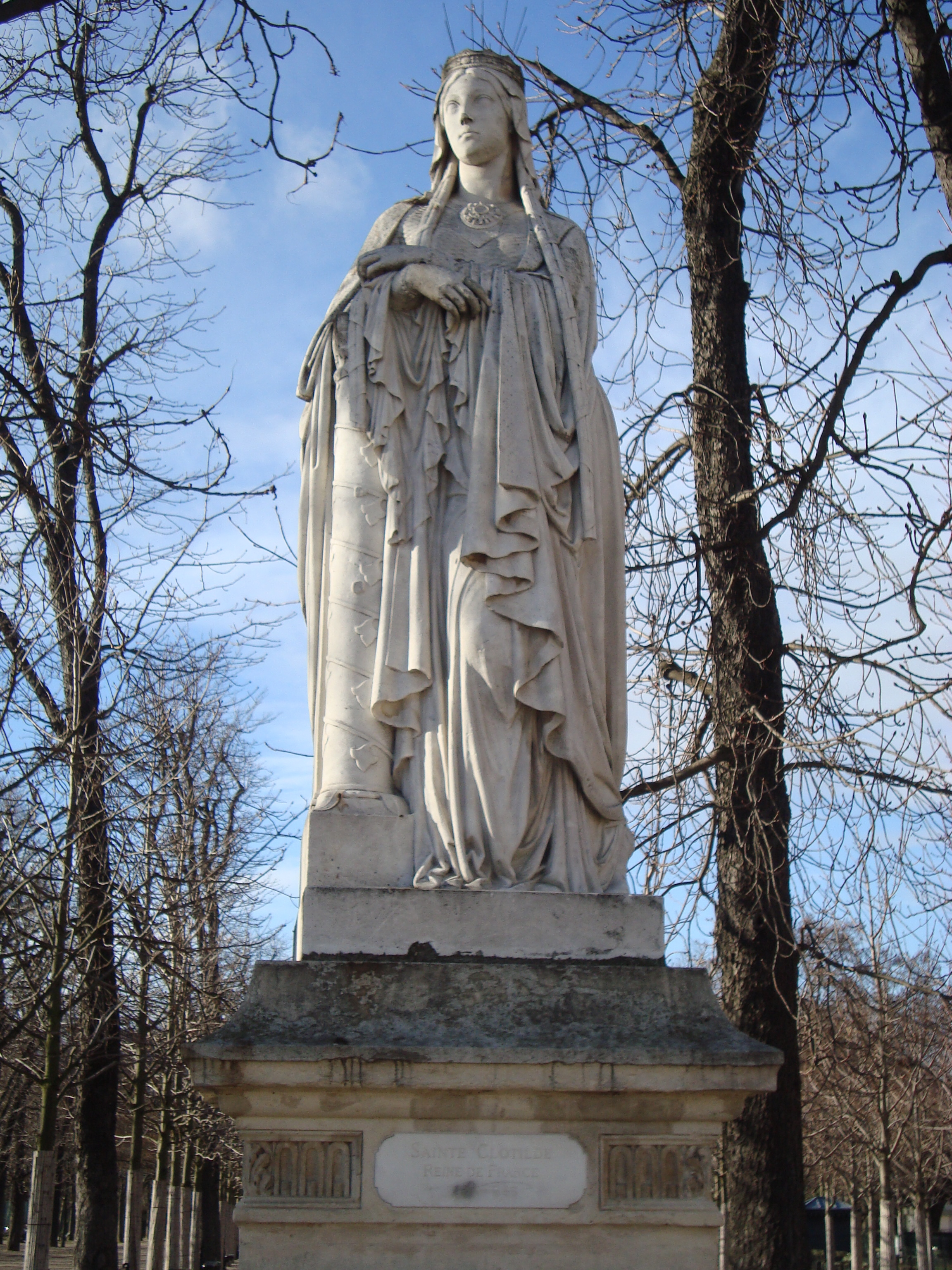
Estàtua de Clotilde en la sèrie Reines de França i dones Il·lustres del Jardí de Luxemburg a París

D'altra banda molt pietosa, va fer erigir un monestir (als Andelys), ampliar Saint-Pierre de Reims, reconstruir els Saints-Apôtres de Rouen i va ser associada a la construcció a París del monestir dels Saints-Apôtres, esdevingut l'abadia de Sainte-Geneviève (actual Liceu Henry-IV).
Va acabar els seus dies en la pietat, prop de la tomba de sant Martin, a Tours, on va morir el 3 de juny del 545. Va ser enterrada a París al costat del seu espòs Clodoveu I, al monestir dels Saints-Apôtres que havia contribuït a fundar.

## Veneració
Gairebé immediatament després d'haver mort, fou proclamada santa per aclamació. El seu cos fou portat a París i sebollit al costat del seu marit a l'església dels Sants Apòstols, on avui hi ha el Panthéon.

### Patrona de l'aviació lleugera de l'exèrcit de terra
Des de 1995 l'Aviació lleugera de l'Exèrcit de terra ha escollit santa Clotilde com a patrona. És, en efecte, en les seves oracions que Clodoveu va poder sortir victoriós a Tolbiac «submergint l'enemic sota el foc del cel», cosa que és precisament avui la funció dels helicòpters de combat de l'exèrcit francès.

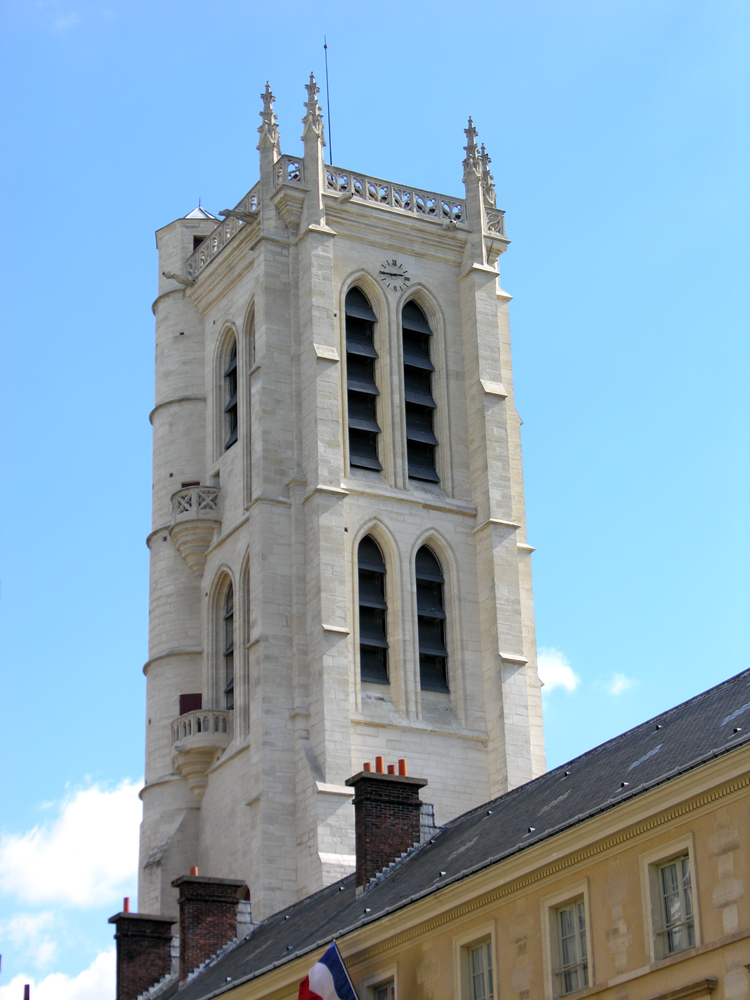
Torre de Clodoveu a l'actual Liceu Henri-IV, a París